# 타이베이 필름하우스

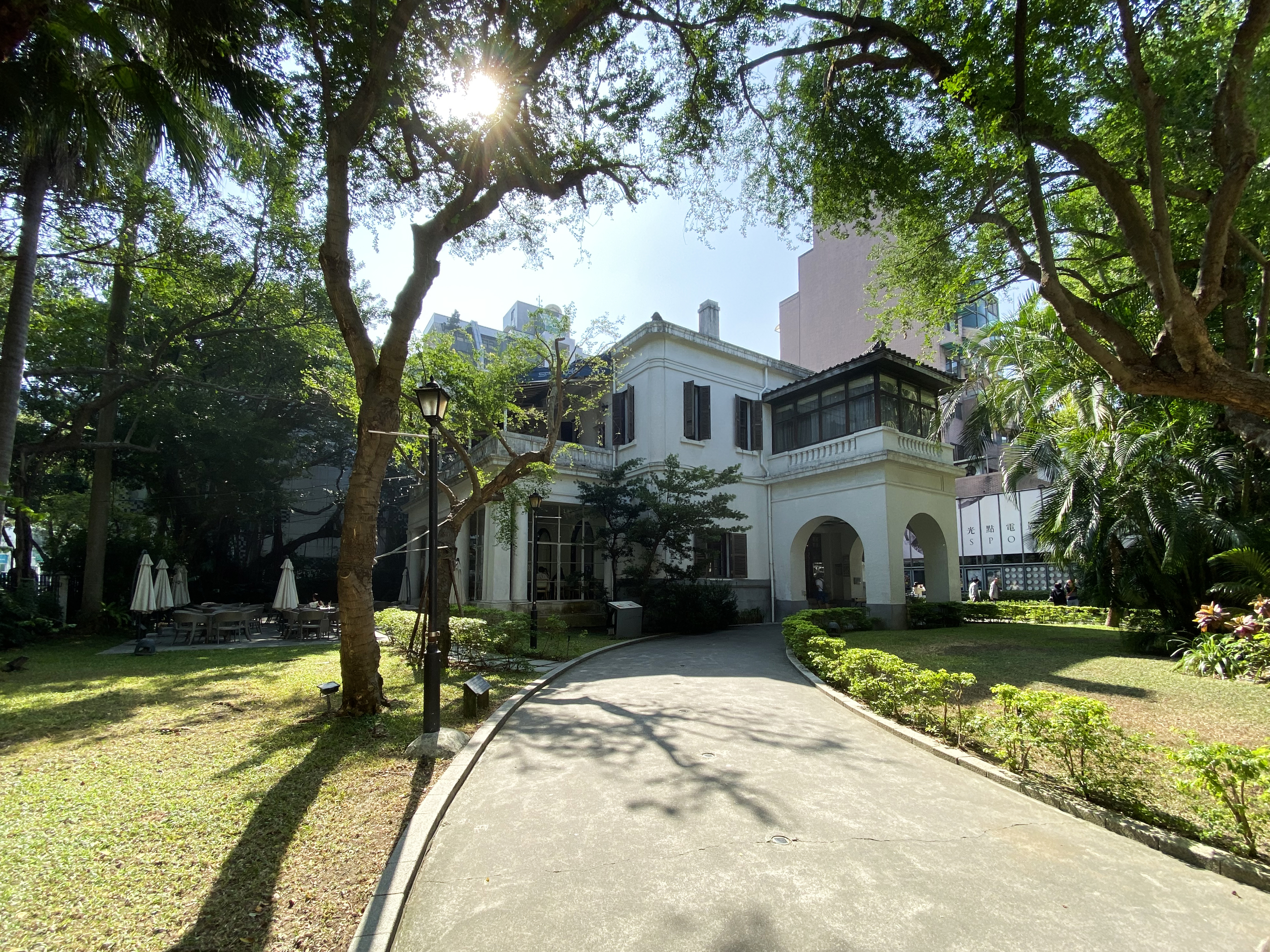
타이베이 필름하우스

타이베이 필름하우스는 중화민국 타이베이시 중산 구에 있는 건축물이다. 영화 비정성시의 허우샤오셴 감독이 전 미국 영사관 건물을 재단장한 건물이다.

## 같이 보기
- 미국재대만협회
- 미국-중화민국 관계
- 대만 영화